# Chasmatopterus cobosi
Chasmatopterus cobosi är en skalbaggsart som beskrevs av Baraud 1965. Chasmatopterus cobosi ingår i släktet Chasmatopterus och familjen Melolonthidae. Utöver nominatformen finns också underarten C. c. barrancoi.